# Rivière Kekeo
La rivière Kekeo est un affluent de la rive nord de la rivière Manouane, dans le canton d'Amyot, dans le territoire de La Tuque, en Mauricie, au Québec, au Canada.
Cette rivière est située en zone forestière, coulant entre des montagnes dont les sommets culminent à 482 m du côté nord et deux autres sommets culminent à 501 m et 487 m du côté sud.

## Géographie
La rivière Kekeo prend ses eaux du lac Touridi, dont la courte décharge (environ 260 m) située au nord-est se déverse dans la rivière Kekeo. La rivière Kekeo se déverse dans une grande baie de 2,7 km de long, située au milieu de la rive ouest du lac Châteauvert. En coulant vers l'est, la rivière Kekeo atteint une largeur maximale de 0,5 km, dans son dernier segment, entre des montagnes dont plusieurs sommets atteignent plus de 500 m. L'embouchure de cette baie est située à 7,1 km en amont de l'embouchure du lac Châteauvert et à 13,5 km (mesuré par l'eau) en aval de la décharge de la rivière Manouane dans le lac Châteauvert.
Le lac Châteauvert est régulé par un barrage à son embouchure. Ce lac fait partie du parcours de la rivière Manouane.

## Toponymie
Le toponyme rivière Kekeo a été inscrit le 5 décembre 1968 à la Banque des noms de lieux de la Commission de toponymie du Québec.